# Slunečnice naduřelá
Slunečnice naduřelá (Helianthus strumosus) je rostlina z čeledi hvězdnicovitých (Asteraceae) nebo také složnokvětých (Compositae). Je příbuzná slunečnice roční (Helianthus annuus) a slunečnice topinambur (Helianthus tuberosus). Rostlina se přirozeně vyskytuje v Severní Americe v lesích s hlinitopísčitou půdou. Od počátku dvacátého století se pěstuje v Evropě.
Rostlina na podzim odumírá a na jaře opět vyrůstá z kořenů. Slunečnice naduřelá je tedy rostlina s jednoletým cyklem. Oddenky mají tvar dlouhého vřetena a velikosti prstu. Vzpřímené lodyhy, až 2 m dlouhé, jsou větvené a plstnatě ochlupené. Níže umístěné listy jsou umístěny proti sobě, v horní části rostliny jsou listy umístěny střídavě. Listy jsou oválné, mírně zubaté a chlupaté, dorůstají délky 8-16 cm a mají krátký řapík. Rostlina kvete od července do září a její květy jsou 3,5-10 cm široké, tvořené osmi až patnácti žlutými okvětními lístky.
Oddenky lze sklízet od října. Mohou být skladovány pouze několik dní, protože na vzduchu rychle měknou. Chuť je podobná kořenovým hlízám topinamburu.